# フィアット・モビ
モビ (MOBI)は、フィアットが製造・販売しているAセグメントのハッチバックである。南米市場専用車として2016年に販売を開始した。プラットフォームはウーノと同じもので、エンジンやトランスミッションも引き継がれている 。
2011年から販売されたフォルクスワーゲン・up!の直接の競争相手として計画された。タフな見た目で最低地上高は225mmと、Aセグメントの小型車の中では最大となる。

## 概要
2014年11月、「プロジェクト341」または「X1H」というコードネームのシティカーについての噂が立っていた。このクルマは2016年初頭に発売されるとの憶測があった。2016年4月13日、フィアットは、インターネット上で公開されたさまざまな画像や一部の自動車雑誌に掲載された情報を受けて、モビの最初の公式プロトタイプを発表し、この新しい車両に関する噂を確認した。
フィアット・ミルと、ウーノの基本バージョンであるヴィヴァーチェの後継車となり、Aセグメントでフォルクスワーゲン・up!やルノー・クウィッドなどの他モデルと競合するようになった。「X1H」もウーノから派生したもので、プラットフォーム、エンジン、トランスミッションを共有することになる。
南米市場では2番目に小さいフィアットで、寸法はウーノやパリオよりもさらに低く、500よりは大きい。
最初のころは、エタノールとガソリンを燃料とする2種類の直列4気筒エンジンのみが搭載されていた。このエンジンは、PROCONVEレベル7排出プロトコルに準拠するように2022年に改良された。
モビは当初、5速MTを搭載していたが、新しい1.0L 3気筒エンジンが搭載されるのにあわせて、グループ独自開発のセレスピードに置き換えられた。モビのエクステリアはパンダとやや似ているが、フルバック、トロ、ティーポにインスパイアされたフロントグリルがある。
ラインアップはEasy、Easy Pack Top、Wayの3つの異なる仕様で構成されており、それぞれ装備が異なる。価格は231.700アルゼンチンペソからである。

## 安全性
モビにはフロントディスクブレーキが装備されている。
2つのエアバッグとESCのない最も基本的なラテンアメリカ仕様のモビは、2017年にラテンNCAPから大人の乗員に1つ星、幼児に2つ星を獲得した。

## 販売台数
| 年度     | ブラジル | メキシコ | アルゼンチン | ウルグアイ |
| -------- | -------- | -------- | ------------ | ---------- |
| 2023     | 73,433   |          |              |            |
| 2022     | 72,760   | 1,605    | 2,393        | 3          |
| 2021     | 65,855   | 3,441    | 1,071        | 932        |
| 2020     | 46,617   | 2,549    | 3,138        | 229        |
| 2019     | 53,444   | 3,545    | 5,264        | 679        |
| 2018     | 49,491   | 4,516    | 12,435       | N/A        |
| 2017     | 54,270   | 5,265    | 16,910       | N/A        |
| 2016     | 28,731   | N/A      | 3,250        | N/A        |
| 国別合計 | 444,601  | 20,921   | 44,461       | 1,843      |
| 総計     | 511,826  |          |              |            |